# Carl von Sallwürk
Carl von Sallwürk (* 6. Dezember 1802 in Zwiefalten; † 24. November 1864 in Hechingen) war ein hohenzollerischer Oberamtmann.

## Leben
Carl von Sallwürk war der Sohn des Hof- und Regierungsrats Nikolaus von Sallwürk. Sein Bruder Anton von Sallwürk (1807–1871) wirkte u. a. als preußischer Regierungspräsident der Hohenzollerschen Lande. 1824 legte er seine Dienstprüfung als Rechtskandidat ab. Er arbeitete dann von 1824 bis 1825 als Rechtspraktikant und Aktuar beim Oberamt Sigmaringen und von 1825 bis 1827 als Aktuar beim Oberamt Haigerloch. 1827 war er Amtsverweser beim Oberamt Gammertingen und von 1827 bis 1830 Sekretär des Erbprinzen und Verwalter der fürstlichen Hofhaltung in Krauchenwies. Als Assessor war er von 1830 bis 1832 beim Oberamt Sigmaringen und als Assessor und Amtsverweser von 1832 bis 1834 beim Oberamt Straßberg. Von 1834 bis 1835 leitete er als Oberamtmann das Oberamt Haigerloch und von 1845 bis 1850 das Oberamt Sigmaringen. Zum Abschluss seiner beruflichen Laufbahn war er von 1850 bis 1858 Gerichtsrat in Sigmaringen. 1858 trat er in den Ruhestand. Carl von Sallwürk war verheiratet mit Antonie geb. Herburger (* ?; † 24. Oktober 1884 in Hechingen). Das Paar hatte zumindest vier Kinder: Ida, Carl, den Offizier Anton und den Hauptmann und Postdirektor in Jüterbog Hermann.

## Politik
Von 1833 bis 1844 war Carl von Sallwürk Landtagsabgeordneter in der hohenzollerischen Ständeversammlung in Sigmaringen.